# Metacatharsius rochai
Metacatharsius rochai là một loài bọ cánh cứng trong họ Bọ hung (Scarabaeidae).